# Паратекст
Паратекст (фр. paratexte, от др.-греч. παρά — возле, около + текст) — пограничные элементы литературного текста, задающие рамку его восприятия и интерпретации. Понятие паратекста было введено в теорию литературы литературоведом Жераром Женеттом в его книге «Пороги» (фр. Seuils; 1987). Как указывает Сергей Николаевич Зенкин, «определяющая функция паратекста — метатекстуальная, то есть он задаёт в кратком или развёрнутом виде программу чтения текста, его код».
Согласно Женетту, паратекст подразделяется на перитекст и эпитекст. Перитекст — это те элементы паратекста, которые непосредственно соприкасаются с текстом, всегда или только в данном издании или публикации: сюда входят, в частности, название, имя автора, жанровое обозначение, посвящение, эпиграф, дата, предисловие, примечания, комментарий, выпускные данные, элементы оформления издания (обложка, колофон, иллюстрации, шрифт). Эпитекст — это элементы паратекста, существующие отдельно от самого текста: критические статьи, рекламные материалы, посвящённые данному тексту выступления автора и т. д. Некоторые элементы паратекста могут мигрировать из эпитекста в перитекст и обратно (скажем, посвящённые произведению письма и дневники автора, включаемые в состав нового академического издания, или заказанное критику предисловие к книге, впоследствии публикующееся отдельно уже в его авторском сборнике). Часть паратекста (и в особенности перитекста) создаётся автором текста, другая часть создаётся редактором, издателем, комментатором, критиком, литературоведом и другими участниками литературного процесса. По большей части паратекст является вербальным, но некоторые его элементы могут быть визуальными или мультимедийными, а также фактическими (например, знание читателя о гендере, возрасте, национальности автора).
Женетт особо подчёркивает историческую изменчивость паратекстуальной сферы, указывая, что некоторые элементы паратекста «стары, как сама литература, а другие появились — или обрели официальный статус — <…> с приходом эры книгопечатания или с возникновением журналистики и современных средств массовой информации».

## Вне литературы
Сходные с паратекстом явления есть и в других видах искусства — как отмечает С. Н. Зенкин, в визуальном искусстве паратексту Женетта соответствуют «парэргональные элементы» Жака Деррида (рамка картины, подпись автора и т. д.)
В XXI веке оживлённо обсуждается специалистами применимость понятия паратекста к дигитализованным формам существования текста: некоторые комментаторы полагают, что в Интернете отграничить текст от паратекста и перитекст от эпитекста весьма проблематично.